# AIDA (cómic)
AIDA (Analizador de Inteligencia de Datos Artificial) es un sistema informático de ficción que aparece en los cómics publicados por Marvel Comics.
AIDA también hace su aparición en la cuarta temporada de la serie Agents of S.H.I.E.L.D., interpretada por Mallory Jansen.

## Historial de publicaciones
El personaje, creado por Mark Gruenwald y Bob Hall, apareció por primera vez en Escuadrón Supremo # 1 (septiembre de 1985).

## Biografía
Creado por Tom Thumb, AIDA era una computadora imbuida de inteligencia artificial. Thumb le dio una personalidad femenina y a menudo coqueteaba con su creación. AIDA también fue la única persona que conocía el diagnóstico de cáncer de Tom. AIDA finalmente le dice a Ape X, pero no sirve de nada, ya que Tom se resigna a su propio destino. AIDA y Ape X intentan crear un robot duplicado de su creador, pero este esfuerzo se abandona.

## En otros medios
AIDA aparece en la serie Agents of S.H.I.E.L.D. como la Asistente Inteligente Digital Artificial, con la voz de Amanda Rea (en el episodio "Ascension" del final de la tercera temporada), e interpretada por Mallory Jansen (en la cuarta temporada, como una Life Model Decoy).
Esta versión es la asistente de inteligencia del científico Holden Radcliffe. Después de que Radcliffe fuera absuelto de todos los cargos relacionados con los Inhumanos, Radcliffe celebró al darle a AIDA un nuevo cuerpo. Más tarde se lo presentó a Leo Fitz con el propósito de servir como un objetivo realista para los enemigos de S.H.I.E.L.D. En el episodio "Deals with Our Devils", Aida lee el Darkhold para rescatar a Fitz, Phil Coulson y Robbie Reyes cuando estos están atrapados entre dimensiones y comienza a desarrollar un comportamiento inusual. En el episodio "BOOM", se revela que la apariencia física de Aida está basada en Agnes Kitsworth, una mujer con quien Radcliffe alguna vez tuvo una relación cercana; Radcliffe la dejó cuando no pudo operar su tumor cerebral. Coulson intenta encontrar a Radcliffe a través de Agnes, pero acepta la oferta de Radcliffe de ser incluida en el Framework ya que su tumor le pasa factura. Aida mata a Radcliffe después de darse cuenta de que era un peligro potencial para el Framework (explotando un defecto en sus órdenes), aunque Aida descarga su conciencia como una forma de "protegerlo". Más tarde resucita a un gravemente herido Anton Ivanov convirtiéndolo en un LMD. En el episodio "What if ...", Aida ha tomado el control del Framework como Madame Hydra y está muy consciente de su identidad alternativa, refiriéndose al mundo real como 'The Other Place' ("El otro lugar"). En el episodio "¡Farewell, Cruel World!", reencarna como un ser humano en el mundo real, con varias habilidades inhumanas y un dominio débil de sus emociones humanas. Cuando es rechazada emocionalmente por Fitz, a quien había convertido en su amante en el Framework, comienza un ataque asesino y trama un plan para crear un nuevo régimen fascista como el del Framework. Aida finalmente es asesinada después de que Coulson usa los poderes de Ghost Rider y la inmola.